# Ajee Pagar Air
Ajee Pagar Air is een bestuurslaag in het regentschap Aceh Besar van de provincie Atjeh, Indonesië. Ajee Pagar Air telt 602 inwoners (volkstelling 2010).